# Komet Shoemaker-Levy 6
 ali 
Komet Shoemaker-Levy 6 (uradna oznaka je 181P/Shoemaker-Levy 6) je periodični komet z obhodno dobo okoli 7,5 let. 
Komet pripada Jupitrovi družini kometov .

## Odkritje
Komet so odkrili ameriška astronoma Carolyn Jean Spellmann Shoemaker in Eugene Merle Shoemaker  ter kanadski astronom David H. Levy 13. oktobra 1991. V letih 1999 in 2006 kometa niso opazili. Naslednje prisončje pričakujejo leta 2014 .
Kometa ne zamenjujmo z znanim kometom Komet Shoemaker-Levy 9 (D/1993 F2), ki je znan po tem, da je padel na Jupiter v letu 1994.